# Görslövs distrikt
Görslövs distrikt är sedan 2016 ett distrikt i Staffanstorps kommun och Skåne län.
Området ligger väster om Staffanstorp.

## Tidigare administrativ tillhörighet
Distriktet inrättades 2016 och utgörs av socknen Görslöv i Staffanstorps kommun.
Området motsvarar den omfattning Görslövs församling hade vid årsskiftet 1999/2000.